# Nakatomi no Kamatari
Fujiwara no Kamatari (藤原 鎌足, 614 – 14 de novembre de 669) va ser un polític i home d'estat japonès durant el període Asuka (538 – 710). Kamatari nasqué dins el Clan Nakatomi i va esdevenir el fundador del Clan Fujiwara. Ell, junt amb el Clan Mononobe, va donar suport al Shinto i va combatre la introducció al Japó del Budisme. El Clan Soga, que defensava el budisme en el període Asuka, van vèncer Kamatari i el Clan Mononobe i el Budisme va esdevenir la religió dominant de la cort imperial. Kamatari, junt amb el Príncep Naka no Ōe, més tard Emperador Tenji (626 – 672), impulsà la Reforma Taika  de 645, que enfortia el govern central. Just després de la seva mort va rebre, per part de l'Emperador Tenji, el títol honorífic Taishōkan (o Daishokukan) i el cognom Fujiwarai així es va fundar el clan.